# Molinos de Duero
Molinos de Duero è un comune spagnolo di 180 abitanti situato nella comunità autonoma di Castiglia e León.